# Charles-Louis Kratké
 (janvier 2011).
Si vous disposez d'ouvrages ou d'articles de référence ou si vous connaissez des sites web de qualité traitant du thème abordé ici, merci de compléter l'article en donnant les références utiles à sa vérifiabilité et en les liant à la section « Notes et références ».
Charles-Louis Kratké, né à Paris le 23 mars 1848, où il est mort, dans le 15e arrondissement de Paris, le 29 octobre 1921, est un peintre, graveur et sculpteur français.

## Biographie

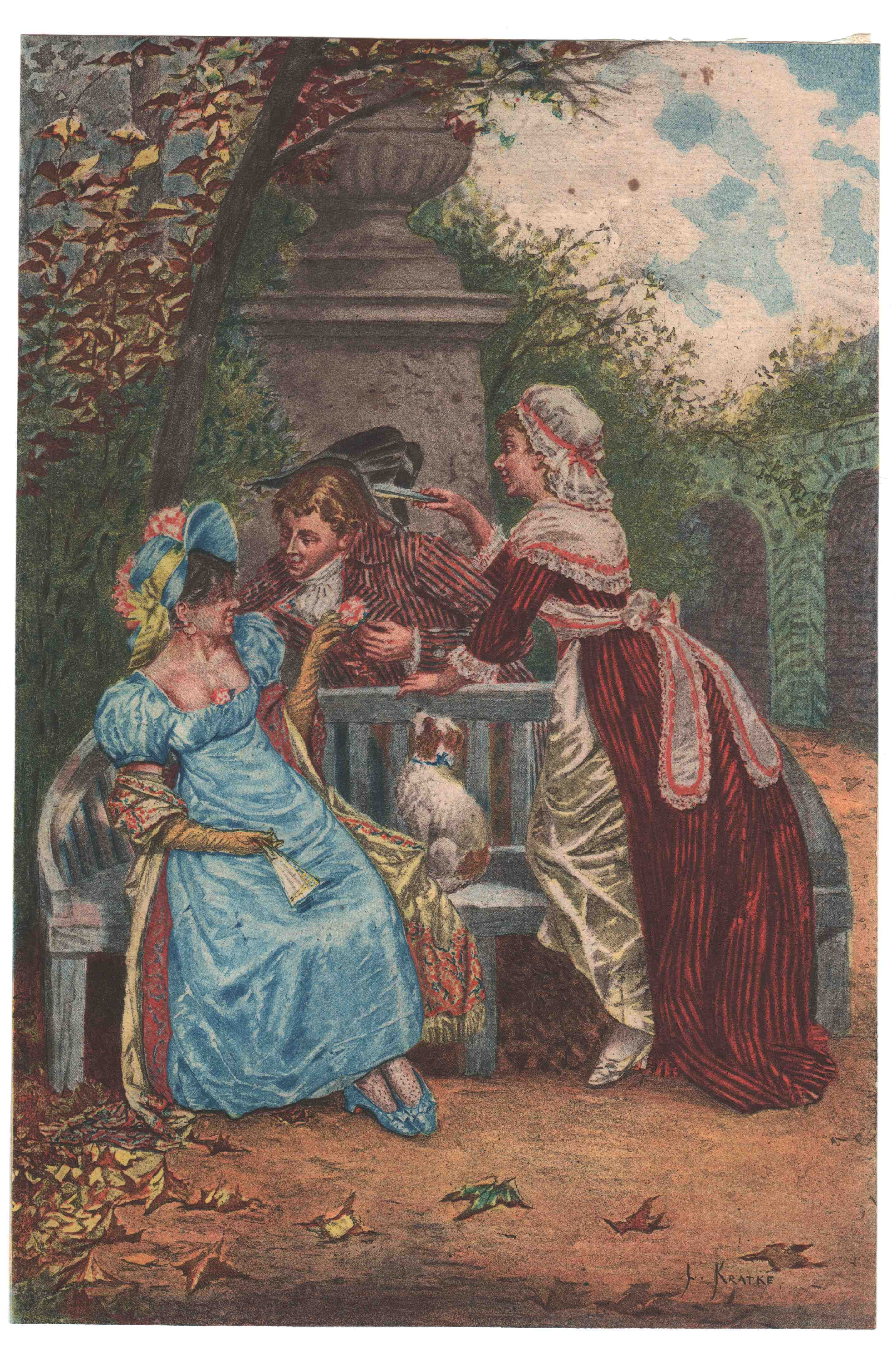
Illustration pour Son altesse la femme d'Octave Uzanne (1885).

Élève de Jean-Léon Gérôme et de Charles Albert Waltner, Kratké débute au Salon de 1868. En 1887, il obtient la médaille de troisième classe puis une médaille de bronze lors l'Exposition universelle de 1889. À l'Exposition universelle de 1900, il présente une sculpture et une eau-forte inspirée de John Constable, qui lui vaut une médaille d'argent.
En 1885, il participe à Paris à la première Exposition internationale de blanc et noir en section Gravure où il obtient une médaille d'argent de 1re classe. Il expose à nouveau en 1886 et obtient la médaille d'or avec une eau forte.
À la fin du XIXe siècle, il possédait un atelier 90 boulevard Garibaldi, il résidait au 3 de la rue Lecourbe, où il décède le 29 octobre 1921.
Charles-Louis Kratké a occupé une place importante parmi les graveurs d'interprétation.

## Œuvres
- Révolutionnaire dans un parc, 1876.
- Arrestation d'émigrés, 1883.
- Retour De Chasse, 1895.
- Napoléon à Waterloo, 1895.
- L'Empereur Napoléon Ier se réchauffant près d'un feu de bois dans un paysage de neige, 1896.
- Le Dandy, 1887.
- Paris, église Notre-Dame de Clignancourt, chapelle du souvenir[3] :
  - La Veuve sur le tombeau du mari au champ de bataille, 1916, 326 × 178 cm ;
  -  Le Calvaire, 1916, 364 × 178 cm ;
  - Le Soldat mourant, 1917, 326 × 178 cm.